# くすぐリングスNEO
くすぐリングスNEO（くすぐリングスネオ）は、擽りあって対戦するキャットファイト団体。くすぐリングスを継承する団体。新宿ロフトプラスワンで行われている。

## 概要
- 前団体くすぐリングスの選手であった神無月ひろと七雪ニコが前団体の興行主であったくすぐり男爵の意思を継承し2009年8月25日に立ち上げた。
- 一定のプロットの中でコスプレをした選手同士が擽り合い、ギブアップしたり、失禁、性器露出した方が負けになるが、厳密なルールは存在せずアドリブも多い。
- 過激すぎる為、テレビ番組で紹介される事は無いが、その模様はUstreamのロフトチャンネルで配信されていた。2010年9月22日に行われた試合の放送事故によりUstream配信は停止された。